# Angelo Scalzone
Angelo Scalzone (* 2. Januar 1931 in Casal di Principe; † 29. April 1987 in Villejuif) war ein italienischer Sportschütze.

## Erfolge
Angelo Scalzone wurde 1967 in Bologna mit der Mannschaft Weltmeister. Er nahm an den Olympischen Spielen 1972 in München im Trap teil. Am Ende des ersten Tages führte er das Teilnehmerfeld bereits mit 100 Punkten an, nachdem er sämtliche Ziele in den ersten vier Runden getroffen hatte. Am zweiten Tag verpasste er lediglich ein Ziel und schoss somit insgesamt 199 Treffer, was ein neuer Weltrekord war. Als Erstplatzierter wurde Scalzone Olympiasieger und erhielt die Goldmedaille.